# 1950 en Finlande
Chronologie de la Finlande
- 1946
- 1947
- 1948
- 1949
- 1950
- 1951
- 1952
- 1953
- 1954

Cette page concerne les évènements survenus en 1950 en Finlande  :

## Évènement
- Légalisation de l'avortement en Finlande
- 16-17 janvier : Élection présidentielle (en)
- 17 mars : 
  - fin du gouvernement Fagerholm I
  - début du gouvernement Kekkonen I
- Loi sur les aides ménagères municipales (en)

## Sport
- Championnat de Finlande de football 1950
- Championnat de Finlande de hockey sur glace 1949-1950

## Création
- École supérieure de commerce de Turku
- Linnanmäki (parc d'attractions)
- Musée d'art de Lahti (en)
- Bureau de poste principal du Père Noël (en) (Village du Père Noël)
- RoPS Rovaniemi (club de football)
- Veiterä (en) (club de bandy)

## Dissolution
- Fenno-Filmi (en) (Société de production de films)

## Naissance
- Eija Ailasmaa (fi), journaliste.
- Jarmo Heikkinen (fi), acteur.
- Antti Hernesniemi (fi), médecin et musicien.
- Seppo Koutaniemi (fi), architecte.
- Jean-Erik Kullberg (ru), sculpteur.
- Kai Nieminen, poète.
- Laura Tamminen (fi), patineuse de vitesse.

## Décès
- Rafael Blomstedt, architecte.
- Olga Leinonen (fi), personnalité politique.
- Ina Liljeqvist, photographe.
- Hannes Malin (fi), peintre.
- Otto Manninen (fi), écrivain.